# Dendronephthya booleyi
Dendronephthya booleyi is een zachte koraalsoort uit de familie Nephtheidae. De koraalsoort komt uit het geslacht Dendronephthya. Dendronephthya booleyi werd in 1909 voor het eerst wetenschappelijk beschreven door Henderson. 